# Jean-Charles Capon
Pour les articles homonymes, voir Capon.
Jean-Charles Capon (né le 29 juillet 1936 à Vichy et mort le 22 août 2011 à Paris 10e,) est un compositeur et violoncelliste de jazz français.
Il est un pionnier dans l'utilisation en France du violoncelle en jazz, où il s'y distingue par son lyrisme, son goût de l'improvisation, la recherche des timbres et des mélanges insolites d'autres instruments, improbables et peu usités pour ce style musical (clavecin, violon, accordéon).

## Biographie
Fils d'un professeur de contrebasse, il a étudié cet instrument dès son plus jeune âge, puis le violoncelle dès l'âge de 16 ans, entre autres avec Paul Tortelier et Maurice Maréchal. Sa maman lui fait travailler le piano tandis qu'en solfège certains de ses professeurs l'initient très tôt à l'improvisation.
En 1956, il décroche trois premiers prix au conservatoire de Nancy.
Il a accompagné des musiciens tels que Bill Coleman et Albert Nicholas dans les jazzclubs.
Il a fondé son premier groupe de jazz en 1962 et en 1969 le Baroque jazz trio avec le claveciniste Georges Rabol et le batteur Philippe Combelle.
Plus tard, il a dirigé L'Original Quartet avec Régis Huby, violon, Didier Havet, soubassophone, Bertrand Renaudin, batterie.
Depuis 1968, il a travaillé avec le musicien Jef Gilson et est également apparu avec son orchestre Europamerica au Festival Moers.
En 1978, il a joué en duo avec le saxophoniste David S. Ware (From Silence to Music).
Il a également travaillé en duo avec le guitariste Christian Escoudé, par exemple dans Donaueschinger Musiktagen en 1978.
Avec Didier Lockwood et Henri Texier, il a travaillé dans le Trio a Cordes, et avec Didier Levallet :  (album Swing Strings System).

### Tournées, concerts et festivals
- 1979 : festival Moers[7], Allemagne
- 1982 : festival instrumental d'Orléans, avec Richard Galliano, Gilles Perrin
- 1984 : Festival international de jazz de Montréal[8] avec Richard Galliano et Philippe Macé.

### Hommages
En octobre 2011, Richard Galliano lui rend hommage en indiquant qu'il est un « musicien à l'âme profonde et sensible » et « le seul véritable violoncelliste de jazz » qu'il ait rencontré.

## Œuvres

### Musique de scènes
Membre de la Société des auteurs et compositeurs dramatiques, Jean-Charles Capon entre dans l'univers de la musique de scène grâce à l'amitié et la complicité qui le lient au metteur en scène et administrateur de la Comédie-Française, Jacques Lassalle. Il compose en 1991 la musique originale de La Fausse Suivante de Marivaux. En 1997, sa musique accompagne Tout comme il faut, œuvre de Luigi Pirandello jouée au théâtre Hébertot. En 2003, il compose celle de Platonov, d'Anton Tchekhov, dont les représentations sont données à la Salle Richelieu. En 2006, il réitère dans Il campiello de Carlo Goldoni, également joué à la Salle Richelieu.

### Musiques de films
En 1970, il écrit Orientasie, interprétée par le Baroque Jazz Trio, pour le film Midi Minuit, réalisé par Pierre Philippe.
Dans les années 1990, il a travaillé comme interprète  notamment pour les films Daddy Nostalgie, réalisé en 1990 par Bertrand Tavernier, Le Mariage forcé, réalisé en 1999 par Stéphane Bertin.

## Discographie
| Année | Support | Label                                | Album |
| ----- | ------- | ------------------------------------ | --- |
| 1972  | Vinyl   | Saravah, France                      | L'Univers-Solitude Avec Pierre Favre, percussionniste suisse. Genre: Jazz, Latin, Folk, World, & Country, Style: Afro-Cuban Jazz, Afro-Cuban, Folk Changez A Strasbourg-St Denis, Lamento Du Bidonville, Terrain Vague, Mauvaises Rencontres, Tout Seul (Cello), La Pause Café, Sommeil Urbain, Rêve D'Oasis, Tout Seul (Percussions), Perdu Dans La Cité |
| 1972  | Vinyl   | PDU (it), Italie                     | L'Univers-Solitude Avec Pierre Favre, percussionniste suisse. Genre: Jazz, Latin, Folk, World, & Country, Style: Afro-Cuban Jazz, Afro-Cuban, Folk Changez A Strasbourg-St Denis, Lamento Du Bidonville, Terrain Vague, Mauvaises Rencontres, Tout Seul (Cello), La Pause Café, Sommeil Urbain, Rêve D'Oasis, Tout Seul (Percussions), Perdu Dans La Cité |
| 1972  | Vinyl   | Palm                                 | Concert à La M.J.C. Colombes Avec Jean-Luc Ponty, violon, Gilbert Rovère, Gerard Rakotoarivony et Jef Catoire, basse, Lionel Magal, percussion, Jef Gilson, piano et flûte. Genre: Jazz contemporain, modal, enregistré en novembre 1968 Sniffin The Blues, Espagnolades, Tears For Billy, Chant Inca, Pour Barbara, Chromatisme |
| 1976  | Vinyl   | Musica Records                       | Les 4 Éléments Avec Christian Escoudé, guitare, Benoit Charvet, cithare et tabla, enregistré à Paris, les 2 et 3 mai 1976 au studio Labsound L'Eau, Le Feu, L'Air, La Terre |
| 1976  | Vinyl   | Timing                               | Timing N° 9 / Violoncelle Recherche Enregistré en solo Genre: Funk / Soul, Classical, Stage & Screen Style: Soul-Jazz, Classical, Easy Listening Club, Autrefois, Aurore, Chaos, Cadence, Botafogo, Frénésie, Celloblues, Echeveau, Muezzin, Récréation, Regret, Bonhomme, Marécage |
| 1977  | Vinyl   | Palm                                 | Europamerica Avec George Brown, Jean-Louis Chautemps, Jef Gilson, Alain Hatot, André Jaume, François Jeanneau, Philippe Maté, Lawrence Morris, Marc Richard, Pierre-Yves Sorin The Other Side, Mode de Fa, Chromobachism, The Line, Chromatisme, Con Alma |
| 1979  | Vinyl   | EVIDENCE - LMD / FREMEAUX & ASSOCIES | Swing Strings System Avec Christian Escoudé, Siegfried Kessler, Didier Levallet, Didier Lockwood, Bernard Lubat, Jean-Yves Rigaud |
| 1991  | CD      | Label Bleu                           | New Musette Avec Philip Catherine, Pierre Michelot et Aldo Romano |
| 1992  | CD      | La Lichère / Fremeaux & associés     | Blues Sur Seine En duo avec Richard Galliano, complice et ami avec qui il signe des compositions et des reprises de standards (de Bill Evans, Toots Thielemans, Django Reinhardt). Blues sur Seine, For My Lady, Un pied dans le caniveau, Waltz for Debby, Laura et Astor, Kitou, Les Forains, Tears, Goodbye Miles, Neigerie, Fou rire, Bateau mouche |
| 1996  | CD      | Vignola                              | Vignola Réunion Trio Avec Marcel Azzola et Antonello Salis |
| 1997  | CD      | Capophonie                           | Capophonie L'Original Quartet: Jean-Charles Capon, violoncelle, Régis Huby, violon, Didier Havet, soubassophone, Bertrand Renaudin, batterie. Jean-Charles Capon en tant que leader et compositeur, développe dans cette formation l'impossible adéquation du jazz et du violoncelle, où il mélange les timbres dans des compositions originales, qui sont créées avec audace et jubilation par les interprètes, qui communiquent le bonheur de jouer au travers de cette musique faite d'échange, de partage et de pure émotion. Cours après moi (que je t'attrape), Atlanta Blues, Nané, Mare Nostrum, Point d'interrogation, Song for Tony (Bertrand Renaudin), My Dear Ron, Good Bye Miles, Orientasie. |
| 2007  | CD      | Cam Jazz                             | Hymne à l'amour Enregistré à New York les 26 et 27 août, avec Gary Burton, George Mraz et Clarence Penn |
| 2008  | CD      | Act                                  | Mare Nostrum Avec Paolo Fresu et Jan Lundgren |
| 2009  | DVD     | Francis Dreyfus                      | Richard Galliano, Acoustic Trio 2009 Enregistré le 11 août. Richard Galliano est accompagné par Jean-Charles Capon, Jean-Marie Ecay et Jean-Philippe Viret |
| 2014  | DVD     | Milan Music                          | Richard Galliano au Brésil |